# Congratulations (chanson de Post Malone)
Pour les articles homonymes, voir Congratulations.
Singles par Post Malone
Fade
(2016) Homemade Dynamite (Remix)
(2017)
Singles par Quavo
Good Drank (en)
(2017) Want Her
(2017)
Congratulations est une chanson du rappeur américain Post Malone interprétée en featuring avec Quavo. Elle sort le 31 janvier 2017 en tant que cinquième single extrait de l'album Stoney. Elle obtient la certification diamant aux États-Unis en 2019.

## Accueil commercial
Aux États-Unis, Congratulations atteint la huitième place du Billboard Hot 100, devenant le premier single de Quavo en dehors du groupe Migos et le premier single de Post Malone à se classer dans le top dix. En octobre 2019, la RIAA accorde la certification platine à la chanson après que plus de dix millions d'unités aient été vendues.
Le clip vidéo de la chanson dépasse le milliard de vues sur YouTube en mars 2019. Au mois d'octobre, Vevo publie la liste des vidéos les plus visionnées sur la plateforme. Congratulations est deuxième de la liste des vidéos hip-hop et cinquième de la liste des vidéos les plus vues aux États-Unis.

## Classements et certifications
| Classement (2017)                           | Meilleure position |
| ------------------------------------------- | ------------------ |
| Allemagne (Media Control AG)                | 88                 |
| Australie (ARIA)                            | 30                 |
| Autriche (Ö3 Austria Top 40)                | 68                 |
| Belgique (Flandre Ultratip Bubbling Under)  | 34                 |
| Belgique (Flandre Urban)                    | 27                 |
| Belgique (Wallonie Ultratip Bubbling Under) | 28                 |
| Belgique (Wallonie Urban)                   | 47                 |
| Canada (Hot 100)                            | 14                 |
| Danemark (Tracklisten)                      | 39                 |
| Écosse (OCC)                                | 75                 |
| États-Unis (Hot 100)                        | 8                  |
| États-Unis (Dance/Mix Show Airplay)         | 10                 |
| États-Unis (Pop Airplay)                    | 23                 |
| États-Unis (R&B/Hip-Hop Songs)              | 5                  |
| États-Unis (Rhythmic Songs)                 | 5                  |
| France (SNEP)                               | 110                |
| Irlande (Irish Singles Chart Top 50)        | 41                 |
| Nouvelle-Zélande (RMNZ)                     | 21                 |
| Pays-Bas (Nederlandse Top 40)               | 80                 |
| Portugal (AFP)                              | 13                 |
| Tchéquie (IFPI Rádio)                       | 48                 |
| Royaume-Uni (UK Singles Chart)              | 26                 |
| Royaume-Uni (UK R&B Chart)                  | 17                 |
| Slovaquie (IFPI Rádio)                      | 54                 |
| Suède (Sverigetopplistan)                   | 34                 |
| Suisse (Schweizer Hitparade)                | 77                 |

| Classement (2017)                  | Meilleure position |
| ---------------------------------- | ------------------ |
| Australie (ARIA Charts)            | 36                 |
| Canada (Canadian Hot 100)          | 17                 |
| Danemark (Tracklisten)             | 61                 |
| États-Unis (Billboard Hot 100)     | 10                 |
| États-Unis (Hot R&B/Hip-Hop Songs) | 6                  |
| États-Unis (Rhythmic Songs (en))   | 12                 |
| Nouvelle-Zélande (RMNZ)            | 21                 |
| Royaume-Uni (UK Singles Chart)     | 62                 |
| Suède (Sverigetopplistan)          | 74                 |

| Classement (2018)       | Meilleure position |
| ----------------------- | ------------------ |
| Australie (ARIA Charts) | 100                |

### Certifications
| Région | Certification | Ventes/Streams |
| --- | ------------- | -------------- |
| Australie (ARIA) | 5 × Platine   | 350 000^       |
| Brésil (ABPD) | Diamant       | 160 000*       |
| Canada (Music Canada) | 8 × Platine   | 640 000‡       |
| Danemark (IFPI Danmark) | Platine       | 90 000^        |
| États-Unis (RIAA) | Diamant       | 10 000 000‡    |
| France (SNEP) | Or            | 100 000*       |
| Italie (FIMI) | Platine       | 50 000‡        |
| Mexique (AMPROFON) | Platine + or  | 90 000*        |
| Nouvelle-Zélande (RMNZ) | 2 × Platine   | 60 000*        |
| Portugal (AFP) | Platine       | 10 000‡        |
| Royaume-Uni (BPI) | Platine       | 600 000‡       |
| Suède (GLF) | 3 × Platine   | 24 000 000‡    |
| *Ventes selon la certification ^Mise en rayon selon la certification xNon précisé par la certification ‡ventes/streaming selon la certification |               |                |